# 稲川哲也
稲川 哲也（いながわ てつや、1979年5月17日 - ）は日本の俳優。大阪府出身。以前はスターダス・21に所属していた。

## プロフィール
趣味は、筋肉トレーニング、睡眠、買い物。
特技は、空手、陸上競技（短距離、砲丸投げ）、大阪弁。

## 主な出演作品

### 映画
- 日本以外全部沈没　（2006年）

### TV
- おじいさん先生 熱闘篇　（日本テレビ）
- 男装の麗人〜川島芳子の生涯〜　（テレビ朝日）
- ルビコンの決断　〜プリウスをつくった男たち〜　（テレビ東京）

### ラジオ
- 小森まなみのPop'n!パジャマ　（AM神戸）

### CM
- ファンタ　（ファンタ学園「3年X組 透明先生」）